# U-21-Fußball-Europameisterschaft 2007/Qualifikation
An der Qualifikation zur U-21-Fußball-Europameisterschaft 2007 beteiligten sich insgesamt 50 der 52 UEFA-Verbände. Die Färöer nahmen als einziger Verband nicht teil, Gastgeber Niederlande war gesetzt.
Um den Wechsel des 2-Jahresmodus auf nunmehr ungerade Jahre zu erreichen, wurde eine verkürzte Version der Qualifikation für die Endrunde der Europameisterschaft ausgetragen.

## Abschneiden der deutschsprachigen Mannschaften

### Deutschland
Deutschland belegte in der Qualifikationsgruppe 10 relativ souverän den ersten Platz. Einem 3:2-Auswärtssieg gegen Nordirland ließ der deutsche Nachwuchs ein 5:1 gegen Rumänien folgen und konnte sich somit für die Entscheidungsrunde qualifizieren. Dort wurde Deutschland der starken englischen Mannschaft zugelost, die das Duell mit 1:0 im Hin- und 2:0 im Rückspiel für sich entscheiden konnte und damit zur Endrunde fahren durfte.
- Spielerkader: Michael Rensing, Dominik Reinhardt, Markus Brzenska, Gonzalo Castro Randon, Roberto Hilbert, Andreas Ottl, Philipp Tschauner, Mario Gómez, Marc-André Kruska, Patrick Ochs, Eugen Polanski, Aaron Hunt1), Stefan Kießling2), Fabian Schönheim3), Marvin Matip4), Pascal Bieler4), Piotr Trochowski5), Patrick Helmes5), Nando Rafael5), Kevin-Prince Boateng6), Sascha Dum6), Sebastian Freis6), Serdar Tasci7) – Teamchef: Dieter Eilts. (Anmerkungen: 1) = nicht in Spiel 1, 2) = nicht in Spiel 2, 3) = nicht in Spiel 3, 4) = nicht in Spiel 4, 5) = nur Spiele 1 und 2, 6) = nur Spiele 3 und 4, 7) = nur Spiel 4)

### Österreich
Österreich traf in Qualifikationsgruppe 5 auf Island und Italien. Nach einem 0:0 zu Hause gegen Island und einer 0:1-Niederlage in Italien schied Österreich als Gruppenzweiter bereits in der Qualifikation aus.
- Spielerkader: Ramazan Özcan, Andreas Schicker, Markus Berger, Christian Fuchs, György Garics, Roman Kienast, Erwin Hoffer, Florian Metz, Alexander Pöllhuber, Niklas Hoheneder, Florian Klein, Christian Thonhofer, Robert Almer, Andreas Dober1), Mario Sonnleitner1), Andreas Hölzl1), Veli Kavlak1), Lukas Mössner1), Besian Idrizaj2), Martin Harnik2), Mario Fürthaler2), Daniel Wolf2), Ralph Spirk2) – Teamchef: Manfred Zsak. (Anmerkung: 1) = nur im ersten Spiel, 2) = nur im zweiten Spiel)

### Schweiz
Der Schweiz gelang in der Qualifikationsgruppe 8 zum Auftakt ein 3:1-Sieg in Moldawien. Das Heimspiel gegen England ging jedoch mit 2:3 verloren, sodass die Schweiz am Ende der Qualifikation ebenfalls nur den zweiten Platz in der Gruppe belegte und ausscheiden musste.
- Spielerkader: Johnny Leoni, Stephan Lichtsteiner, Reto Ziegler, Blerim Džemaili, Johan Djourou, Pirmin Schwegler, Tranquillo Barnetta, Gelson Fernandes, Julian Esteban, Xavier Margairaz, Johan Vonlanthen, Eldin Jakupović, Veroljub Salatić, Christian Schwegler, Arnaud Bühler, Goran Antic, Zdravko Kuzmanović, Mijat Marić1), David Marazzi2) – Teamchef: Bernard Challandes. (Anmerkung: 1) = nur im ersten Spiel, 2) = nur im zweiten Spiel)

## Modus
Aufgrund der verkürzten Qualifikation mussten die 16 Verbände mit dem niedrigsten UEFA-Koeffizienten in eine Vorqualifikation, die in Form einer K.O.-Runde mit Hin- und Rückspiel ausgetragen wurde.
An der Gruppenphase nahmen die acht Sieger und die 34 gesetzten Mannschaften teil und wurden in 14 Gruppen zu jeweils drei Mannschaften gelost. Die Gruppenphase fand ohne Hin- und Rückspiel statt, stattdessen hatte jede Mannschaft ein Spiel zu Hause und eines auswärts.
Die Gruppensieger ermittelten dann in Hin- und Rückspiel sieben Teilnehmer an der Endrunde. Die Niederlande waren als Gastgeber automatisch qualifiziert.

## Vorqualifikation
|               | Gesamt |                | Hinspiel | Rückspiel |
| ------------- | ------ | -------------- | -------- | --------- |
| Estland       | 1:7    | Wales          | 0:2      | 1:5       |
| Malta         | 2:4    | Georgien       | 1:2      | 1:2       |
| San Marino    | 3:4    | Armenien       | [1]3:0   | 0:4       |
| Liechtenstein | 1:8    | Nordirland     | 1:4      | 0:4       |
| Kasachstan    | 0:1    | Moldau         | 0:0      | 0:1       |
| Luxemburg     | 0:5    | Nordmazedonien | 0:3      | 0:2       |
| Andorra       | 0:2    | Island         | 0:0      | 0:2       |
| Aserbaidschan | 1:5    | Irland         | 1:2      | 0:3       |

## Gruppenphase

### Übersicht
| Gruppe 1                | Gruppe 2 | Gruppe 3 | Gruppe 4     |
| ----------------------- | -------- | -------- | ------------ |
| Norwegen                | Spanien  | Serbien  | Belgien      |
| Bosnien und Herzegowina | Slowakei | Litauen  | Griechenland |
| Armenien                | Albanien | Georgien | Irland       |

| Gruppe 5   | Gruppe 6 | Gruppe 7 | Gruppe 8 |
| ---------- | -------- | -------- | -------- |
| Italien    | Russland | Portugal | Schweiz  |
| Österreich | Ungarn   | Polen    | England  |
| Island     | Finnland | Lettland | Moldau   |

| Gruppe 9   | Gruppe 10   | Gruppe 11      | Gruppe 12 |
| ---------- | ----------- | -------------- | --------- |
| Tschechien | Deutschland | Dänemark       | Kroatien  |
| Belarus    | Rumänien    | Schweden       | Ukraine   |
| Zypern     | Nordirland  | Nordmazedonien | Bulgarien |

| Gruppe 13 | Gruppe 14  |
| --------- | ---------- |
| Türkei    | Frankreich |
| Israel    | Slowenien  |
| Wales     | Schottland |

### Gruppe 1
Tabelle
| Pl. | Land                    | Sp. | S | U | N | Tore    | Diff. | Punkte |
| --- | ----------------------- | --- | - | - | - | ------- | ----- | ------ |
| 1.  | Bosnien und Herzegowina | 2   | 1 | 1 | 0 | 004:300 | +1    | 04     |
| 2.  | Armenien                | 2   | 1 | 0 | 1 | 003:300 | ±0    | 03     |
| 3.  | Norwegen                | 2   | 0 | 1 | 1 | 001:200 | −1    | 01     |

Spielergebnisse
| 16. August 2006   |  | Bosnien und Herzegowina | – | Armenien                | 3:2 |
| 2. September 2006 |  | Armenien                | – | Norwegen                | 1:0 |
| 6. September 2006 |  | Norwegen                | – | Bosnien und Herzegowina | 1:1 |

### Gruppe 2
Tabelle
| Pl. | Land     | Sp. | S | U | N | Tore    | Diff. | Punkte |
| --- | -------- | --- | - | - | - | ------- | ----- | ------ |
| 1.  | Spanien  | 2   | 2 | 0 | 0 | 007:200 | +5    | 06     |
| 2.  | Slowakei | 2   | 0 | 1 | 1 | 002:400 | −2    | 01     |
| 3.  | Albanien | 2   | 0 | 1 | 1 | 000:300 | −3    | 01     |

Spielergebnisse
| 16. August 2006   |  | Slowakei | – | Albanien | 0:0 |
| 1. September 2006 |  | Albanien | – | Spanien  | 0:3 |
| 5. September 2006 |  | Spanien  | – | Slowakei | 4:2 |

### Gruppe 3
Tabelle
| Pl. | Land     | Sp. | S | U | N | Tore    | Diff. | Punkte |
| --- | -------- | --- | - | - | - | ------- | ----- | ------ |
| 1.  | Serbien  | 2   | 2 | 0 | 0 | 005:100 | +4    | 06     |
| 2.  | Litauen  | 2   | 1 | 0 | 1 | 001:200 | −1    | 03     |
| 3.  | Georgien | 2   | 0 | 0 | 2 | 001:400 | −3    | 0      |

Spielergebnisse
| 16. August 2006   |  | Litauen  | – | Georgien | 1:0 |
| 3. September 2006 |  | Georgien | – | Serbien  | 1:3 |
| 6. September 2006 |  | Serbien  | – | Litauen  | 2:0 |

### Gruppe 4
Tabelle
| Pl. | Land         | Sp. | S | U | N | Tore    | Diff. | Punkte |
| --- | ------------ | --- | - | - | - | ------- | ----- | ------ |
| 1.  | Belgien      | 2   | 2 | 0 | 0 | 003:100 | +2    | 06     |
| 2.  | Irland       | 2   | 1 | 0 | 1 | 002:100 | +1    | 03     |
| 3.  | Griechenland | 2   | 0 | 0 | 2 | 001:400 | −3    | 0      |

Spielergebnisse
| 16. August 2006   |  | Griechenland | – | Irland       | 0:2 |
| 1. September 2006 |  | Irland       | – | Belgien      | 0:1 |
| 6. September 2006 |  | Belgien      | – | Griechenland | 2:1 |

### Gruppe 5
Tabelle
| Pl. | Land       | Sp. | S | U | N | Tore    | Diff. | Punkte |
| --- | ---------- | --- | - | - | - | ------- | ----- | ------ |
| 1.  | Italien    | 2   | 2 | 0 | 0 | 002:000 | +2    | 06     |
| 2.  | Österreich | 2   | 0 | 1 | 1 | 000:100 | −1    | 01     |
| 2.  | Island     | 2   | 0 | 1 | 1 | 000:100 | −1    | 01     |

Spielergebnisse
| 16. August 2006   |  | Österreich | – | Island     | 0:0 |
| 1. September 2006 |  | Island     | – | Italien    | 0:1 |
| 5. September 2006 |  | Italien    | – | Österreich | 1:0 |

### Gruppe 6
Tabelle
| Pl. | Land     | Sp. | S | U | N | Tore    | Diff. | Punkte |
| --- | -------- | --- | - | - | - | ------- | ----- | ------ |
| 1.  | Russland | 2   | 2 | 0 | 0 | 008:200 | +6    | 06     |
| 2.  | Ungarn   | 2   | 1 | 0 | 1 | 006:300 | +3    | 03     |
| 3.  | Finnland | 2   | 0 | 0 | 2 | 001:100 | −9    | 0      |

Spielergebnisse
| 16. August 2006   |  | Ungarn   | – | Finnland | 5:0 |
| 3. September 2006 |  | Finnland | – | Russland | 1:5 |
| 6. September 2006 |  | Russland | – | Ungarn   | 3:1 |

### Gruppe 7
Tabelle
| Pl. | Land     | Sp. | S | U | N | Tore    | Diff. | Punkte |
| --- | -------- | --- | - | - | - | ------- | ----- | ------ |
| 1.  | Portugal | 2   | 2 | 0 | 0 | 004:000 | +4    | 06     |
| 2.  | Polen    | 2   | 1 | 0 | 1 | 003:300 | ±0    | 03     |
| 3.  | Lettland | 2   | 0 | 0 | 2 | 001:500 | −4    | 0      |

Spielergebnisse
| 16. August 2006   |  | Polen    | – | Lettland | 3:1 |
| 1. September 2006 |  | Lettland | – | Portugal | 0:2 |
| 5. September 2006 |  | Portugal | – | Polen    | 2:0 |

### Gruppe 8
Tabelle
| Pl. | Land    | Sp. | S | U | N | Tore    | Diff. | Punkte |
| --- | ------- | --- | - | - | - | ------- | ----- | ------ |
| 1.  | England | 2   | 1 | 1 | 0 | 005:400 | +1    | 04     |
| 2.  | Schweiz | 2   | 1 | 0 | 1 | 005:400 | +1    | 03     |
| 3.  | Moldau  | 2   | 0 | 1 | 1 | 003:500 | −2    | 01     |

Spielergebnisse
| 15. August 2006   |  | England | – | Moldau  | 2:2 |
| 1. September 2006 |  | Moldau  | – | Schweiz | 1:3 |
| 6. September 2006 |  | Schweiz | – | England | 2:3 |

### Gruppe 9
Tabelle
| Pl. | Land       | Sp. | S | U | N | Tore    | Diff. | Punkte |
| --- | ---------- | --- | - | - | - | ------- | ----- | ------ |
| 1.  | Tschechien | 2   | 2 | 0 | 0 | 004:100 | +3    | 06     |
| 2.  | Belarus    | 2   | 1 | 0 | 1 | 002:200 | ±0    | 03     |
| 3.  | Zypern     | 2   | 0 | 0 | 2 | 000:300 | −3    | 0      |

Spielergebnisse
| 16. August 2006   |  | Belarus    | – | Zypern     | 1:0 |
| 2. September 2006 |  | Zypern     | – | Tschechien | 0:2 |
| 6. September 2006 |  | Tschechien | – | Belarus    | 2:1 |

### Gruppe 10
Tabelle
| Pl. | Land        | Sp. | S | U | N | Tore    | Diff. | Punkte |
| --- | ----------- | --- | - | - | - | ------- | ----- | ------ |
| 1.  | Deutschland | 2   | 2 | 0 | 0 | 008:300 | +5    | 06     |
| 2.  | Rumänien    | 2   | 1 | 0 | 1 | 004:500 | −1    | 03     |
| 3.  | Nordirland  | 2   | 0 | 0 | 2 | 002:600 | −4    | 0      |

Spielergebnisse
| 16. August 2006   |  | Rumänien    | – | Nordirland  | 3:0 |
| 1. September 2006 |  | Nordirland  | – | Deutschland | 2:3 |
| 5. September 2006 |  | Deutschland | – | Rumänien    | 5:1 |

### Gruppe 11
| Pl. | Land           | Sp. | S | U | N | Tore    | Diff. | Punkte |
| --- | -------------- | --- | - | - | - | ------- | ----- | ------ |
| 1.  | Schweden       | 2   | 2 | 0 | 0 | 005:100 | +4    | 06     |
| 2.  | Dänemark       | 2   | 1 | 0 | 1 | 003:200 | +1    | 03     |
| 3.  | Nordmazedonien | 2   | 0 | 0 | 2 | 001:600 | −5    | 0      |

Spielergebnisse
| 16. August 2006   |  | Schweden       | – | Nordmazedonien | 3:1 |
| 2. September 2006 |  | Nordmazedonien | – | Dänemark       | 0:3 |
| 5. September 2006 |  | Dänemark       | – | Schweden       | 0:2 |

### Gruppe 12
Tabelle
| Pl. | Land      | Sp. | S | U | N | Tore    | Diff. | Punkte |
| --- | --------- | --- | - | - | - | ------- | ----- | ------ |
| 1.  | Bulgarien | 2   | 2 | 0 | 0 | 005:100 | +4    | 06     |
| 2.  | Ukraine   | 2   | 1 | 0 | 1 | 002:400 | −2    | 03     |
| 3.  | Kroatien  | 2   | 0 | 0 | 2 | 002:400 | −2    | 0      |

Spielergebnisse
| 16. August 2006   |  | Ukraine   | – | Bulgarien | 0:3 |
| 3. September 2006 |  | Bulgarien | – | Kroatien  | 2:1 |
| 6. September 2006 |  | Kroatien  | – | Ukraine   | 1:2 |

### Gruppe 13
Tabelle
| Pl. | Land   | Sp. | S | U | N | Tore    | Diff. | Punkte |
| --- | ------ | --- | - | - | - | ------- | ----- | ------ |
| 1.  | Israel | 2   | 1 | 1 | 0 | 003:200 | +1    | 04     |
| 2.  | Türkei | 2   | 0 | 2 | 0 | 000:000 | ±0    | 02     |
| 3.  | Wales  | 2   | 0 | 1 | 1 | 002:300 | −1    | 01     |

Spielergebnisse
| 16. August 2006   |  | Israel | – | Wales  | 3:2 |
| 2. September 2006 |  | Wales  | – | Türkei | 0:0 |
| 6. September 2006 |  | Türkei | – | Israel | 0:0 |

### Gruppe 14
Tabelle
| Pl. | Land       | Sp. | S | U | N | Tore    | Diff. | Punkte |
| --- | ---------- | --- | - | - | - | ------- | ----- | ------ |
| 1.  | Frankreich | 2   | 2 | 0 | 0 | 005:100 | +4    | 06     |
| 2.  | Slowenien  | 2   | 1 | 0 | 1 | 001:200 | −1    | 03     |
| 3.  | Schottland | 2   | 0 | 0 | 2 | 001:400 | −3    | 0      |

Spielergebnisse
| 16. August 2006   |  | Slowenien  | – | Schottland | 1:0 |
| 1. September 2006 |  | Schottland | – | Frankreich | 1:3 |
| 5. September 2006 |  | Frankreich | – | Slowenien  | 2:0 |

## Entscheidungsspiele für den Einzug in die Endrunde
Für die Entscheidungsspiele um den Einzug in die Endrunde waren die 14 Gruppensieger qualifiziert.
| Datum |                         | Ergebnis  |                         |  |
| --- | ----------------------- | --------- | ----------------------- |  |
| 6. Oktober 2006                                                                                                | Serbien                 | 0:3       | Schweden                |  |
| Tore: 0:1 Djurić (4.), 0:2 Djurić (9.), 0:3 Holmén (73.)                                                       |                         |           |                         |  |
| 10. Oktober 2006                                                                                               | Schweden                | 0:5       | Serbien                 |  |
| Tore: 0:1 Mrdja (9.), 0:2 Janković (11.), 0:3 Babović (35.), 0:4 Babović (59.), 0:5 Krasić (66.)               |                         |           |                         |  |
| Gesamt: | Serbien                 | 5:3       | Schweden                |  |
| |                         |           |                         |  |
| 6. Oktober 2006                                                                                                | Tschechien              | 2:1       | Bosnien und Herzegowina |  |
| Tore: 1:0 Kolář (33.), 1:1 Salihović (53.), 2:1 Hubník (70.)                                                   |                         |           |                         |  |
| 10. Oktober 2006                                                                                               | Bosnien und Herzegowina | 1:1       | Tschechien              |  |
| Tore: 1:0 Salihović (52.), 1:1 Frejlach (82.)                                                                  |                         |           |                         |  |
| 6. Gesamt | Tschechien              | 2:1       | Bosnien und Herzegowina |  |
| |                         |           |                         |  |
| 6. Oktober 2006                                                                                                | Russland                | 4:1       | Portugal                |  |
| Tore: 1:0 Denisov (5.), 1:1 Paulo Machado (12.), 2:1 Nababkin (47.), 3:1 Savin (63.), 4:1 Denisov (90., Elfm.) |                         |           |                         |  |
| 10. Oktober 2006                                                                                               | Portugal                | 3:0       | Russland                |  |
| Tore: 1:0 João Moutinho (32., Elfm.), 2:0 Yannick Djaló (66.), 3:0 Taranov (72., Eigentor)                     |                         |           |                         |  |
| Gesamt: | Russland                | (a)4:4(a) | Portugal                |  |
| |                         |           |                         |  |
| 6. Oktober 2006                                                                                                | England                 | 1:0       | Deutschland             |  |
| Tore: 1:0 Baines (77.)                                                                                         |                         |           |                         |  |
| 10. Oktober 2006                                                                                               | Deutschland             | 0:2       | England                 |  |
| Tore: 0:1 Walcott (85.), 0:2 Walcott (90.+2')                                                                  |                         |           |                         |  |
| Gesamt: | England                 | 3:0       | Deutschland             |  |
| |                         |           |                         |  |
| 6. Oktober 2006                                                                                                | Italien                 | 0:0       | Spanien                 |  |
| Tore: keine |                         |           |                         |  |
| 10. Oktober 2006                                                                                               | Spanien                 | 1:2       | Italien                 |  |
| Tore: 0:1 Chiellini (25.), 0:2 Montolivo (35.), 1:2 Soldado (60.)                                              |                         |           |                         |  |
| Gesamt: | Italien                 | 2:1       | Spanien                 |  |
| |                         |           |                         |  |
| 7. Oktober 2006                                                                                                | Belgien                 | 1:1       | Bulgarien               |  |
| Tore: 1:0 Legear (74.), 1:1 Genkow (89., Elfm.)                                                                |                         |           |                         |  |
| 11. Oktober 2006                                                                                               | Bulgarien               | 1:4       | Belgien                 |  |
| Tore: 0:1 De Smet (19.), 0:2 Martens (36., Elfm.), 1:2 Genkow (56.), 1:3 De Smet (78.), 1:4 Legear (87.)       |                         |           |                         |  |
| Gesamt: | Belgien                 | 5:2       | Bulgarien               |  |
| |                         |           |                         |  |
| 7. Oktober 2006                                                                                                | Frankreich              | 1:1       | Israel                  |  |
| Tore: 0:1 Sahar (50.), 1:1 Zubar (79.)                                                                         |                         |           |                         |  |
| 11. Oktober 2006                                                                                               | Israel                  | 1:0       | Frankreich              |  |
| Tore: 1:0 Taga(90.+3')                                                                                         |                         |           |                         |  |
| Gesamt: | Frankreich              | 1:2       | Israel                  |  |

## Endrundenteilnehmer
Für die Endrunde der U-21-Fußball-Europameisterschaft 2007, die in der Zeit vom 10. bis 23. Juni 2007 in den Niederlanden ausgetragen wurde, hatten sich folgende Nationen qualifiziert:
| Gruppe A                             | Gruppe B   |
| ------------------------------------ | ---------- |
| Belgien                              | England    |
| Israel                               | Italien    |
| Niederlande*)                        | Serbien    |
| Portugal                             | Tschechien |
| *) als Veranstalter fix qualifiziert |            |